# Cotegipe (gemeente)
Cotegipe is een gemeente in de Braziliaanse deelstaat Bahia. De gemeente telt 14.191 inwoners (schatting 2009).